# Kotlina
Kotlina je rozlehlá oblast, která je ze všech stran obklopena vyvýšeninami. Kotlina může být zcela uzavřená (bezodtoková) nebo může mít odtok, zpravidla úzkým průlomem. Kotlina může vzniknout důsledkem horotvorných pohybů (orogeneze) nebo působením eroze. Podobným geomorfologickým termínem je pánev.

## Příklady
- Karpatská kotlina
- Konžská pánev
- Kotlina Żywiecka
- Popradská kotlina
- Velká pánev